# Leszek Pączek
Leszek Pączek (ur. 16 stycznia 1956 w Warszawie) – polski lekarz, profesor nauk medycznych, nauczyciel akademicki, w latach 2005–2008 rektor Akademii Medycznej w Warszawie.

## Życiorys
Syn Bronisława. Absolwent Liceum Ogólnokształcącego im. Klementa Gottwalda w Warszawie. Studia medyczne na warszawskiej Akademii Medycznej ukończył w 1980. W 1984 uzyskał stopień naukowy doktora. Habilitował się w 1992 na macierzystej uczelni w oparciu o rozprawę zatytułowaną Aktywność proteolityczna izolowanych kłębków nerkowych w wybranych doświadczalnych modelach nefropatii. 13 maja 1997 otrzymał tytuł profesora nauk medycznych.
Jako naukowiec związany z Akademią Medyczną w Warszawie (przekształconą następnie w Warszawski Uniwersytet Medyczny). Doszedł do stanowiska profesora zwyczajnego w Instytucie Transplantologii tej uczelni. Od 1999 do 2005 przez dwie kadencje pełnił funkcję prorektora ds. dydaktyczno-wychowawczych. W 2005 objął stanowisko rektora, której zajmował do 2008 (w trakcie tej kadencji AM została przekształcona w WUM). Jest także profesorem w Instytucie Biochemii i Biofizyki PAN, wcześniej był profesorem w Instytucie Biocybernetyki i Inżynierii Biomedycznej im. Macieja Nałęcza PAN.
Pomiędzy 1987 i 2005 uzyskiwał specjalizacje lekarskie z zakresu interny, nefrologii, diabetologii, transplantologii, geriatrii i zdrowia publicznego. W 1999 został kierownikiem Kliniki Immunologii, Transplantologii i Chorób Wewnętrznych Szpitala Dzieciątka Jezus. Należy m.in. do Towarzystwa Internistów Polskich, w latach 2003–2005 kierował Polskim Towarzystwem Transplantacyjnym.

## Odznaczenia
- Krzyż Oficerski Orderu Odrodzenia Polski (2011)[4]
- Krzyż Kawalerski Orderu Odrodzenia Polski (2005)[5]
- Złoty Krzyż Zasługi (2000)[1]
- Medal Polskiej Akademii Nauk (2012)[6]